# 線圈砲
線圈炮（Coilgun）是一種由一個或多個線圈組成的投射加速器，以同步線性馬達的方式将磁性抛射物加速到极高的速度。這種裝置也被称为高斯炮（Gauss gun），鑑於線圈砲是用純物理方式來提供彈丸動能，所以嚴格來說，線圈砲是冷兵器的一種。
线圈炮通常由沿枪管排列的一个或多个线圈组成，因此抛射物发射的路径沿着线圈的中心轴。线圈按照精确的定时顺序打开和关闭，使弹丸通过磁力沿着枪管快速加速。

## 结构

由三个线圈， 一个枪管和一个铁磁性抛射物组成的線圈枪的简易图解。

线圈枪有两种主要类型或设置：单级和多级。单级线圈炮使用一个电磁线圈来推进射弹。多级线圈炮连续使用多个电磁线圈来逐渐提高弹丸的速度。

### 铁磁体弹丸
对于铁磁弹丸，单级线圈炮可以由一个线圈、电磁体组成，铁磁弹丸放置在一端。这种类型的线圈炮的结构类似于机电继电器中使用的螺线管，即通过其中心牵引铁磁物体的载流线圈。大电流脉冲通过线圈，形成强磁场，将射弹拉到线圈中心。当弹丸接近该点时，必须关闭电磁体，以防止弹丸被捕获在电磁体的中心。

## 弹射物发射速度公式
由单级线圈炮加速的弹射物的发射速度的近似结果可以通过以下方程获得
{\displaystyle v_{exit}={\sqrt {{\frac {2}{m}}{V\mu _{0}\chi _{m}n^{2}I^{2}}}}}
其中，{\displaystyle m}为弹丸的质量，以kg为单位。{\displaystyle V}为弹丸的体积，以{\displaystyle m^{3}}为单位。{\displaystyle \mu _{0}}为真空磁导率，以国际单位制单位定义，为4π × 10−7V·s/(A·m)。{\displaystyle \chi _{m}}为弹丸的磁化率，无量纲比例常数，指示材料响应施加磁场的磁化强度。这通常必须通过实验来确定，包含某些材料的磁化率值的表格可以在CRC化学和物理手册以及维基百科磁化率文章中找到。{\displaystyle n}为线圈每单位长度的线圈匝数，可以通过将线圈的总匝数除以线圈的总长度（以米为单位）来得到。{\displaystyle I}为通过线圈的电流大小，单位为A，
虽然这种近似对于快速定义线圈炮系统中的速度上限很有用，但确实存在更精确的非线性二阶微分方程。该公式的问题在于其假设弹丸完全位于均匀磁场内、一旦弹丸到达线圈中心电流立即消失（因而没有可能被线圈吸回）、所有势能都转化为动能（但大多数会转化为摩擦力）并且线圈的导线无限细并且不会彼此堆叠，这些都会累积，最终增加计算得到的发射速度。

## 局限

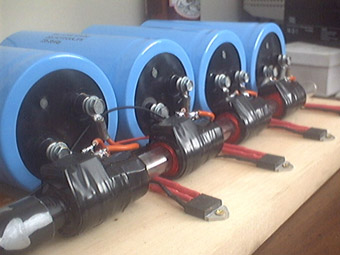
一个多節的線圈砲。

尽管線圈枪研发已经过很长的时间，仍有许多问题未能解决。

### 电阻问题
線圈的电阻是線圈砲的一个主要问题；因为通过線圈的电流很大，根据欧姆定律，再好的線圈也会将大部分的电能以热能的形式浪费掉。从而无法将抛射物提升至高速度。

### 應用
根據2023年8月《南華早報》報導，中國海軍正在測試威力較大的線圈炮。該裝備有潛力改變未來的戰爭型態。據參與該專案的科學家介紹，該電磁發射器在不到0.05秒的時間內將一枚124公斤(273磅)的炮彈加速到700公里/小時(435英里/小時)的速度，其炮口動能達到了2.3441358e+6焦耳。此為線圈炮實驗中使用的已知最重的炮彈。雖然這種武器的確切尺寸和最大射程仍然是保密的。